# Мейсонвілл (Кентуккі)
Мейсонвілл (англ. Masonville) — переписна місцевість (CDP) в США, в окрузі Девісс штату Кентуккі. Населення — 2129 осіб (2020).

## Географія
Мейсонвілл розташований за координатами 37°40′16″ пн. ш. 87°2′44″ зх. д. / 37.67111° пн. ш. 87.04556° зх. д. (37.671116, -87.045599).  За даними Бюро перепису населення США в 2010 році переписна місцевість мала площу 27,00 км², з яких 26,82 км² — суходіл та 0,18 км² — водойми.

## Демографія
Згідно з переписом 2010 року, у переписній місцевості мешкало 1014 осіб у 393 домогосподарствах у складі 299 родин. Густота населення становила 38 осіб/км².  Було 412 помешкання (15/км²).
Расовий склад населення:
| - 98,3 % — білих - 0,3 % — чорних або афроамериканців - 0,2 % — азіатів - 0,1 % — корінних американців |

До двох чи більше рас належало 1,0 %. Частка іспаномовних становила 0,3 % від усіх жителів.
За віковим діапазоном населення розподілялося таким чином: 24,9 % — особи молодші 18 років, 61,8 % — особи у віці 18—64 років, 13,3 % — особи у віці 65 років та старші. Медіана віку мешканця становила 40,1 року. На 100 осіб жіночої статі у переписній місцевості припадало 95,4 чоловіків;  на 100 жінок у віці від 18 років та старших — 91,5 чоловіків також старших 18 років.
Середній дохід на одне домашнє господарство  становив 68 347 доларів США (медіана — 68 618), а середній дохід на одну сім'ю — 67 679 доларів (медіана — 69 934). За межею бідності перебувало 2,1 % осіб, у тому числі 0,0 % дітей у віці до 18 років та 0,0 % осіб у віці 65 років та старших.
Цивільне працевлаштоване населення становило 569 осіб. Основні галузі зайнятості: освіта, охорона здоров'я та соціальна допомога — 30,4 %, виробництво — 23,4 %, оптова торгівля — 6,9 %, мистецтво, розваги та відпочинок — 6,9 %.